# Maria Lluïsa Güell López
Maria Lluïsa Güell López (Comillas, 1873 o 1874 - Pau (Occitània), 8 de maig de 1933) fou una noble catalana, pintora, pianista, organista i compositora. Fou un dels deu fills del primer comte de Güell, Eusebi Güell Bacigalupi i d'Isabel López Bru, filla dels primers marquesos de Comillas.

## Biografia
Coneguda com la pintora de roses, va pintar sobretot flors, sempre d'aparença silvestre, amb una gran sensibilitat i una clara influència de l'art japonès. Amb aquest tipus de pintura va participar en la majoria de les exposicions oficials celebrades a Barcelona entre finals del segle xix i 1929. Consta com una de les artistes que van formar part de la primera edició de les exposicions femenines de la Sala Parés, l'any 1896. En l'Exposició d'art organitzada al Palau de Belles Arts per l'Ajuntament de Barcelona, l'any 1918, va presentar una obra titulada Flors i l'any 1921 va presentar l'obra Roses. Igualment, figura entre els participants de l'Exposición Internacional de Pintura, Escultura, Dibujo y Grabado que es va organitzar en el marc de l'Exposició Internacional de Barcelona de l'any 1929.
També en va fer d'individuals. Així, per exemple, el 1916 va exposar a les sales del Faianç Català. Del 27 de desembre de 1919 al 9 de gener de 1920 va exposar a les Galeries Laietanes, donant els beneficis de la venda de les seves obres als pobres. El 1922 va exposar de nou a la Sala Parés, junt amb Eugènia Ferrer Vidal, i de nou el 1926 i el 1927, presentant natures mortes, flors i figures. Aquell mateix any també va exposar a l'Ateneu Tarragoní.
A la seva mansió del carrer Nou de la Rambla de Barcelona, el palau Güell, construït per Antoni Gaudí, cada dilluns organitzava recepcions (senzilles i molt refinades, segons la premsa de l'època) on acudia l'alta societat. Es coneixien com «els dilluns de casa Güell», recepcions consubstancials amb la vida de societat barcelonina.
A més de pintora era pianista i organista; als seus convidats acostumava a oferir-los concerts íntims d'orgue que interpretava amb inspiració i mestria, segons la premsa del moment. Aquest vessant musical s'hauria de relacionar amb el de la seva mare, Isabel, qui fou compositora i qui també estudià piano i orgue.
Es diu que fou la primera artista a la qual la ciutat de Barcelona adquirí els dos primers quadres pintats per una dona i que, en les seves obres, es reflectia l'ambient aristocràtic al qual pertanyia. Ella, amb altres artistes de l'entorn de la revista Feminal, va formar part com a tresorera de la comissió per a l'homenatge dedicat a la pintora Pepita Texidor Torres –Dolors Monserdà n'era la presidenta d'honor i Carme Karr i Francesca Bonnemaison eren les vicepresidentes. Hi va aportar una obra per recollir diners per al monument que li van erigir en el parc de la Ciutadella de Barcelona.
Era amiga de la pintora Lluïsa Vidal i Puig, amb qui va coincidir en diverses ocasions. Totes dues coneixien Ramon Casas i Santiago Rusiñol, i havien assistit a les trobades modernistes de Sitges. També havien col·laborat en iniciatives feministes, com la revista Feminal. Lluïsa Vidal va pintar-li un retrat i el pare d'aquesta pintora, que era l'ebenista Francesc Vidal i Jevellí, va fer els mobles per al palau de Comillas de la família Güell. Amb ella i les pintores Antònia Ferreras i Pepita Texidor va organitzar una protesta per a poder exposar a les sales que, fins aleshores, estaven monopolitzades pels artistes.
Com d'altres membres de la seva família, amb l'esclat de la República va anar a viure a França. Durant aquesta etapa ella i la seva germana Isabel van rebre lliçons d'orgue d'Eugène Gigout. Després d'una llarga malaltia, morí a Pau, Bearn (França), un dia del mes de maig, el mes de les flors: flors que la seva sensibilitat artística havia trasplantat als seus llenços.
L'any 2017 la Diputació de Barcelona li va dedicar una exposició monogràfica al mateix Palau Güell, formada per una quarantena d'obres de la pintora, entre teles, aquarel·les, dibuixos, postals, ventalls, tauletes i paravents.

## Obra pictòrica
Signava les seves obres només amb les inicials del seu nom, MLG. Aquesta fou una estratègia emprada per moltes artistes del misogin segle xix i primera meitat del XX, per amagar l'autoria femenina, evitant així que les seves obres fossin jutjades de diferent manera que les dels seus col·legues masculins.
Entre les flors preferia les roses: als salons aristocràtics «les roses de Maria Lluïs Güell» eren molt conegudes i apreciades. També va representar escenes de gènere.
Es va especialitzar en la pintura a l'aquarel·la, malgrat que en els darrers anys de la seva carrera va realitzar també alguns olis, i pintava sobre diferents suports, sobretot la tela, però també postals de viatge, tauletes, paravents i ventalls.
Maria Lluïsa Güell va vendre les seves obres principalment a famílies aristocràtiques, motiu pel qual, bona part d'elles es conserven en col·leccions particulars, tot i que també se'n poden veure al Palau Güell.
Pertanyen al Museu Nacional d'Art de Catalunya dues de les seves obres, Roses (ca. 1921), cedida a la Delegació del Govern a Barcelona, i Clavells (s/d), obra donada al Museu el 1926 i que, des de llavors, dorm en el seu fons. Ambdues obres presenten rams de flors sobre fons foscos i poc detallats, de pinzellades gruixudes i perceptibles.

## Obra musical[12]
- Una floreta de Sant Francesch, per a violí, orgue i piano (1889). Lletra: Ramon Picó i Campanar
- Minuet, per a quartet de corda (ed. Londres 1894)
- Balada, per a corda i orgue (ed. Londres 1894)
- Minueto, per a piano